# إدواردو سانتانا
إدواردو سانتانا هو لاعب كرة قدم ومدرب كرة قدم برازيلي، ولد في 1958 في البرازيل. لعب مع ميونيسيبال ونادي أكويلا ونادي فلامنغو.